# Jean-Jacques Porchat
Jean-Jacques Porchat-Bressenel, född den 20 maj 1800 nära Genève, död den 2 mars 1864 i Lausanne, var en schweizisk författare.
Porchat var professor i latinska litteraturen i Lausanne 1832–1845. Han utmärkte sig som diktare av fabler (Recueil de fables 1826, 4:e upplagan 1854), författade dessutom Poésies vaudoises (1832), dramerna Jeanne d'Arc (1844) och Winkelried (1845), ungdomsboken Trois mois sous la neige (1849) med mera. Han översatte till franska bland annat Tibullus elegier samt Goethes samlade arbeten (10 band, 1860–1863). 